# Ptolemaeus (cráter marciano)
Ptolemaeus es un cráter de impacto de grandes proporciones del planeta Marte situado al sur del cráter Newton, al suroeste de Hipparchus, al oeste de Li Fan, al norte de Nordenskiöld y al este de Copernicus, a 46.2° sur y 157.6º oeste. El impacto causó un boquete de 185.0 kilómetros de diámetro. El nombre fue aprobado en 1973 por la Unión Astronómica Internacional, en honor al astrónomo, geógrafo y matemático greco-egipcio Claudio Ptolomeo.